# Edith Bosch
Edith Bosch (Den Helder, 31 maggio 1980) è una judoka olandese, vincitrice della medaglia d'argento ad Atene 2004 e di bronzo a Londra 2012 nella categoria 70 kg.
Il suo debutto olimpico risale al 2000 (Sidney). È vincitrice della medaglia d'argento alle Olimpiadi di Atene nel 2004 e di bronzo alle Olimpiadi di Pechino del 2008 nella categoria -70 kg; in questa occasione sconfisse la futura professionista di MMA e futura campionessa Strikeforce ed UFC Ronda Rousey. Si è riconfermata medaglia di bronzo alle Olimpiadi di Londra nel 2012. È stata campionessa mondiale di judo nella medesima categoria nei campionati del 2005 al Cairo (Egitto) e quattro volte campionessa europea.
Assistendo alla finale dei 100 metri alle Olimpiadi di Londra 2012 ha affermato di aver colpito un uomo dopo che questi aveva lanciato una bottiglia verso gli atleti che si preparavano alla partenza. L'uomo è stato in seguito arrestato.

## Palmarès
- Giochi Olimpici

Atene 2004: argento nei 70 kg.
Pechino 2008: bronzo nei 70 kg.
Londra 2012: bronzo nei 70 kg.
- Campionati mondiali di judo

2003 - Osaka: bronzo nei 70 kg.
2005 - Il Cairo: oro nei 70 kg.
2011 - Rio de Janeiro: argento nei 70 kg.
- Campionati europei di judo

2002 - Maribor: argento nei 70 kg.
2004 - Bucarest: oro nei 70 kg.
2005 - Rotterdam: oro nei 70 kg.
2007 - Belgrado: bronzo nei 70 kg.
2009 - Tbilisi: bronzo nei 70 kg.
2011 - Istanbul: oro nei 70 kg.
2012 - Čeljabinsk: oro nei 70 kg.